# Sverre Brandhaug
Sverre Brandhaug (Trondheim, 22 giugno 1959) è un ex calciatore norvegese, di ruolo centrocampista.

## Carriera

### Club
Brandhaug cominciò la carriera con le maglie di Trondheims-Ørn e Strindheim, per poi passare al Rosenborg. Esordì in squadra il 3 maggio 1981, nella partita in trasferta sul campo dello Start. Vinse tre campionati e due edizioni della Norgesmesterskapet, totalizzando 276 apparizioni ufficiali per il Rosenborg, con 102 reti all'attivo. Fu capocannoniere del campionato 1984, con 9 realizzazioni.

### Nazionale
Brandhaug disputò 12 incontri per la Norvegia under 21. Debuttò il 9 maggio 1979, in occasione del pareggio a reti inviolate contro il Portogallo under 21. Vestì poi, in 34 circostanze, la maglia della nazionale maggiore: la prima di queste fu datata 3 giugno 1981, sostituendo Anders Giske nella sconfitta per 1-0 contro la Romania. Segnò il primo gol nella sconfitta per 2-1 a Pescara, contro l'Italia del 19 ottobre 1988.

## Statistiche

### Cronologia presenze e reti in nazionale
| Cronologia completa delle presenze e delle reti in nazionale ― Norvegia | Cronologia completa delle presenze e delle reti in nazionale ― Norvegia | Cronologia completa delle presenze e delle reti in nazionale ― Norvegia | Cronologia completa delle presenze e delle reti in nazionale ― Norvegia | Cronologia completa delle presenze e delle reti in nazionale ― Norvegia | Cronologia completa delle presenze e delle reti in nazionale ― Norvegia | Cronologia completa delle presenze e delle reti in nazionale ― Norvegia | Cronologia completa delle presenze e delle reti in nazionale ― Norvegia |
| Data                                                                    | Città                                                                   | In casa                                                                 | Risultato                                                               | Ospiti                                                                  | Competizione                                                            | Reti                                                                    | Note                                                                    |
| ----------------------------------------------------------------------- | ----------------------------------------------------------------------- | ----------------------------------------------------------------------- | ----------------------------------------------------------------------- | ----------------------------------------------------------------------- | ----------------------------------------------------------------------- | ----------------------------------------------------------------------- | ----------------------------------------------------------------------- |
| 3-6-1981                                                                | Bucarest                                                                | Romania                                                                 | 1 – 0                                                                   | Norvegia                                                                | Qual. Mondiali 1982                                                     | -                                                                       | 75’                                                                     |
| 12-5-1982                                                               | Oslo                                                                    | Norvegia                                                                | 2 – 4                                                                   | Germania Ovest                                                          | Amichevole                                                              | -                                                                       | 46’                                                                     |
| 13-11-1982                                                              | Al-Kuwait                                                               | Kuwait                                                                  | 1 – 0                                                                   | Norvegia                                                                | Amichevole                                                              | -                                                                       |                                                                         |
| 7-9-1983                                                                | Oslo                                                                    | Norvegia                                                                | 1 – 2                                                                   | Bulgaria                                                                | Qual. Euro 1984                                                         | -                                                                       | 56’                                                                     |
| 23-5-1984                                                               | Székesfehérvár                                                          | Ungheria                                                                | 0 – 0                                                                   | Norvegia                                                                | Amichevole                                                              | -                                                                       | 76’                                                                     |
| 6-6-1984                                                                | Trondheim                                                               | Norvegia                                                                | 1 – 0                                                                   | Galles                                                                  | Amichevole                                                              | -                                                                       |                                                                         |
| 20-6-1984                                                               | Reykjavík                                                               | Islanda                                                                 | 0 – 1                                                                   | Norvegia                                                                | Amichevole                                                              | -                                                                       |                                                                         |
| 29-8-1984                                                               | Drammen                                                                 | Norvegia                                                                | 1 – 1                                                                   | Polonia                                                                 | Amichevole                                                              | -                                                                       | 75’                                                                     |
| 12-9-1984                                                               | Oslo                                                                    | Norvegia                                                                | 0 – 1                                                                   | Svizzera                                                                | Qual. Mondiali 1986                                                     | -                                                                       | 42’                                                                     |
| 5-6-1985                                                                | Bergen                                                                  | Norvegia                                                                | 4 – 2                                                                   | Galles                                                                  | Qual. Mondiali 1986                                                     | -                                                                       | 79’                                                                     |
| 30-10-1985                                                              | Mosca                                                                   | Unione Sovietica                                                        | 1 – 0                                                                   | Norvegia                                                                | Qual. Mondiali 1986                                                     | -                                                                       | 77’                                                                     |
| 13-11-1985                                                              | Lucerna                                                                 | Svizzera                                                                | 1 – 1                                                                   | Norvegia                                                                | Qual. Mondiali 1986                                                     | -                                                                       | 77’                                                                     |
| 26-2-1986                                                               | Saint George's                                                          | Grenada                                                                 | 1 – 2                                                                   | Norvegia                                                                | Amichevole                                                              | -                                                                       |                                                                         |
| 30-4-1986                                                               | Oslo                                                                    | Norvegia                                                                | 1 – 0                                                                   | Argentina                                                               | Amichevole                                                              | -                                                                       | 87’                                                                     |
| 13-5-1986                                                               | Oslo                                                                    | Norvegia                                                                | 1 – 0                                                                   | Danimarca                                                               | Amichevole                                                              | -                                                                       | 82’                                                                     |
| 4-6-1986                                                                | Bucarest                                                                | Romania                                                                 | 3 – 1                                                                   | Norvegia                                                                | Amichevole                                                              | -                                                                       | 76’                                                                     |
| 20-8-1986                                                               | Oslo                                                                    | Norvegia                                                                | 2 – 2                                                                   | Romania                                                                 | Amichevole                                                              | -                                                                       | 46’                                                                     |
| 29-10-1986                                                              | Sinferopoli                                                             | Unione Sovietica                                                        | 4 – 0                                                                   | Norvegia                                                                | Qual. Euro 1988                                                         | -                                                                       |                                                                         |
| 8-11-1986                                                               | Lucerna                                                                 | Svizzera                                                                | 1 – 0                                                                   | Norvegia                                                                | Amichevole                                                              | -                                                                       |                                                                         |
| 1-6-1988                                                                | Oslo                                                                    | Norvegia                                                                | 0 – 0                                                                   | Irlanda                                                                 | Amichevole                                                              | -                                                                       | cap.                                                                    |
| 28-7-1988                                                               | Oslo                                                                    | Norvegia                                                                | 1 – 1                                                                   | Brasile                                                                 | Amichevole                                                              | -                                                                       | cap.                                                                    |
| 9-8-1988                                                                | Oslo                                                                    | Norvegia                                                                | 1 – 1                                                                   | Bulgaria                                                                | Amichevole                                                              | -                                                                       |                                                                         |
| 14-9-1988                                                               | Oslo                                                                    | Norvegia                                                                | 1 – 2                                                                   | Scozia                                                                  | Qual. Mondiali 1990                                                     | -                                                                       |                                                                         |
| 28-9-1988                                                               | Parigi                                                                  | Francia                                                                 | 1 – 0                                                                   | Norvegia                                                                | Qual. Mondiali 1990                                                     | -                                                                       |                                                                         |
| 19-10-1988                                                              | Pescara                                                                 | Italia                                                                  | 2 – 1                                                                   | Norvegia                                                                | Amichevole                                                              | 1                                                                       | cap.                                                                    |
| 2-11-1988                                                               | Limassol                                                                | Cipro                                                                   | 0 – 3                                                                   | Norvegia                                                                | Qual. Mondiali 1990                                                     | -                                                                       | cap.                                                                    |
| 4-11-1988                                                               | Bratislava                                                              | Cecoslovacchia                                                          | 3 – 2                                                                   | Norvegia                                                                | Amichevole                                                              | -                                                                       | cap.                                                                    |
| 23-8-1989                                                               | Oslo                                                                    | Norvegia                                                                | 0 – 0                                                                   | Grecia                                                                  | Amichevole                                                              | -                                                                       | 46’                                                                     |
| 5-9-1989                                                                | Oslo                                                                    | Norvegia                                                                | 1 – 1                                                                   | Francia                                                                 | Qual. Mondiali 1990                                                     | -                                                                       | 75’                                                                     |
| 11-10-1989                                                              | Sarajevo                                                                | Jugoslavia                                                              | 1 – 0                                                                   | Norvegia                                                                | Qual. Mondiali 1990                                                     | -                                                                       |                                                                         |
| 10-10-1990                                                              | Bergen                                                                  | Norvegia                                                                | 0 – 0                                                                   | Ungheria                                                                | Qual. Euro 1992                                                         | -                                                                       |                                                                         |
| 14-11-1990                                                              | Nicosia                                                                 | Cipro                                                                   | 0 – 3                                                                   | Norvegia                                                                | Qual. Euro 1992                                                         | 1                                                                       |                                                                         |
| 17-4-1991                                                               | Vienna                                                                  | Austria                                                                 | 0 – 0                                                                   | Norvegia                                                                | Amichevole                                                              | -                                                                       |                                                                         |
| 1-5-1991                                                                | Oslo                                                                    | Norvegia                                                                | 3 – 0                                                                   | Cipro                                                                   | Qual. Euro 1992                                                         | -                                                                       |                                                                         |
| Totale                                                                  |                                                                         | Presenze                                                                | 34                                                                      |                                                                         | Reti                                                                    | 2                                                                       |                                                                         |

| Cronologia completa delle presenze e delle reti in nazionale (partite non ufficiali) ― Norvegia | Cronologia completa delle presenze e delle reti in nazionale (partite non ufficiali) ― Norvegia | Cronologia completa delle presenze e delle reti in nazionale (partite non ufficiali) ― Norvegia | Cronologia completa delle presenze e delle reti in nazionale (partite non ufficiali) ― Norvegia | Cronologia completa delle presenze e delle reti in nazionale (partite non ufficiali) ― Norvegia | Cronologia completa delle presenze e delle reti in nazionale (partite non ufficiali) ― Norvegia | Cronologia completa delle presenze e delle reti in nazionale (partite non ufficiali) ― Norvegia | Cronologia completa delle presenze e delle reti in nazionale (partite non ufficiali) ― Norvegia |
| Data                                                                                            | Città                                                                                           | In casa                                                                                         | Risultato                                                                                       | Ospiti                                                                                          | Competizione                                                                                    | Reti                                                                                            | Note                                                                                            |
| ----------------------------------------------------------------------------------------------- | ----------------------------------------------------------------------------------------------- | ----------------------------------------------------------------------------------------------- | ----------------------------------------------------------------------------------------------- | ----------------------------------------------------------------------------------------------- | ----------------------------------------------------------------------------------------------- | ----------------------------------------------------------------------------------------------- | ----------------------------------------------------------------------------------------------- |
| 26-4-1988                                                                                       | Katrineholm                                                                                     | Svezia                                                                                          | 0 – 0                                                                                           | Norvegia                                                                                        | Amichevole                                                                                      | -                                                                                               | cap.                                                                                            |
| Totale                                                                                          |                                                                                                 | Presenze                                                                                        | 1                                                                                               |                                                                                                 | Reti                                                                                            | 0                                                                                               |                                                                                                 |

## Palmarès

### Club

#### Competizioni nazionali
- Campionato norvegese: 3

Rosenborg: 1985, 1988, 1990
- Coppa di Norvegia: 2

Rosenborg: 1988, 1990